# Raoul Ier de Coucy
Pour les articles homonymes, voir Raoul de Coucy (évêque).
Raoul de Coucy (apr. 1142 - 1191), sire de Coucy, seigneur de Marle, de La Fère, de Crécy (sur-Serre), de Vervins, de Pinon, de Landouzy (la-Ville), de Fontaine (lès-Vervins).
Il partit pour la Terre sainte où il périt au siège de Saint-Jean-d'Acre (appelée Ptolèmaïs pendant l'Antiquité), en novembre 1191.

## Famille

Armes des sires de Coucy.

Les seigneurs de Coucy sont issus de la maison de Boves, laquelle tirait son origine de Dreux ou Drogon, seigneur de Boves, qui s'était illustré sous les règnes des rois Robert II et de Henri Ier.
L'arrière-grand-père de Raoul, Enguerrand Ier de Boves, était vraisemblablement le fils de ce Dreux. Titré comte d'Amiens, seigneur de Boves et de la Fère, Enguerrand devint possesseur du château de Coucy  vers 1085, nom qu'il transmit à ses descendants. Marié à Ade de Marle, il eut un fils, Thomas de Marle, lequel mourut à Laon en 1130.
Ce dernier était le père d'Enguerrand II de Coucy qui épousa, en 1132, Agnès de Beaugency, cousine au second degré du roi de France Louis VII le Jeune. La grand-père maternel d'Agnès, Hugues Ier de Vermandois, était en effet le frère du roi Philippe Ier de France. Enguerrand prit part à la deuxième croisade en compagnie de son beau-frère, Évrard de Breteuil, et accompagna le roi Louis VII le Jeune en Terre Sainte où il mourut en 1147. Il laissait deux fils dont Raoul qui lui succéda.
Raoul Ier de Coucy s'est marié :
- en premières noces avec Agnès de Hainaut († v. 1168), dite la Boiteuse. Il eut pour enfants :
  - Yolande de Coucy (v. 1161- 1222), mariée à Robert II de Dreux, (v. 1154 - 1218),
  - Isabeau, mariée en premières noces à Raoul, comte de Roucy, et en secondes noces à Henri III († 1211), comte de Grandpré,
  - Ade, mariée à Thierry III, seigneur de Beure ;
- en secondes noces avec Alix II de Dreux (1156 - ap. 1217). Il eut pour enfants :
  - Agnès de Coucy (1175 - ap. 1214), mariée à Gilles de Beaumetz, châtelain de Bapaume. Elle épousa en secondes noces Robert de Wavrin[2], seigneur de Lillers et sénéchal de Flandre,
  - Enguerrand III de Coucy, (1182 - 1243), dit le Bâtisseur ou le Grand,
  - Thomas de Coucy-Vervins († v. 1252), fut l'auteur de la branche des Coucy-Vervins. Il épousa Mahaut de Rethel († ap. 1255),
  - Raoul, ecclésiastique,
  - Robert de Pinon, (1185 - ap. 1234), sire de Pinon, qui épousa Élisabeth (v. 1205 - 1219), vicomtesse de Mareuil.

## Biographie
Raoul de Coucy, devenu veuf et souhaitant avoir un fils, épousa en secondes noces Alix II de Dreux, princesse de sang royal, qui était sa parente au quatrième degré par le côté maternel. Par ce mariage, Raoul devint beau-père d'un grand prince, gendre d'un fils de France, et cousin germain par sa femme du roi Philippe Auguste. Raoul assista le roi de France en 1181 pendant la guerre contre Philippe d'Alsace, comte de Flandre, bien qu'étant son vassal pour les terres de Marle, Vervins et de la Ferté-Beliard.
Son mariage avec Alix II de Dreux lui donna plusieurs enfants.
Avant de partir à la troisième croisade aux côtés de Philippe Auguste, il fit un partage de ses terres et seigneuries entre les enfants nés de son union avec Alix II de Dreux, sa seconde épouse. Voici son testament dont l'original est en latin :

« Moi, Raoul, Seigneur de Coucy, veux qu'il soit notoire de tous, présents et futurs, qu'étant prêt à partir pour Jérusalem, et craignant qu'il ne s'élève quelques difficultés entre mes enfants, au sujet de la part de chacun d'eux, j'ai disposé de mes biens, selon que j'ai jugé convenable, et après avoir pris le conseil des gens de probité qui me sont attachés. J'ai donc donné à Enguerrand, mon fils aîné, toutes mes terres et seigneuries, pour être par lui possédées paisiblement, et sans réclamation quelconque, excepté les démembrements qui en ont été faits en faveur de mes autres enfants, et qui sont tels.
Je veux que Thomas, mon fils, ait en libre et tranquille possession, et sans être inquiété de personne, Vervins, Fontaine et Landouzy; et qu'il retire annuellement sur les droits de vinage de Vervins et de Landouzy soixante livres en monnaie, telle qu'on l'emploie dans lesdits vinage, et dans ses possessions, il sera homme-lige de son frère Enguerrand. J'ai assigné à Raoul, qui possède un titre clérical, quarante livres de rente, à prendre sur mes revenus de Roye, et ce, tout le temps de sa vie. Quant à Robert, il aura pour sa part tous les biens qui m'ont été apportés en mariage par sa mère, et ma terre de Pinon, avec la redevance entière d'un certain bois que l'on nomme vugairement le passage de Pinon; et il tiendra tous ces biens à la charge de plein hommage à son frère Enguerrand ; et s'il arrive que ledit frère Enguerrand vienne à mourir sans héritier, sa part retournera à Thomas son frère; et si au contraire un desdits enfants, quel qu'il soit, vient à décéder sans laisser d'héritier, sa part retournera entièrement à l'aîné. Pour ce qui est de ma fille Agnès, je lui donne mille et six cents livres, monnaie d'Artois, à prendre sur les revenus de Marle et Crécy; laquelle somme elle fera l'espace de huit ans à recevoir, à commencer seulement trois ans échus après mon départ. Ainsi, le jour de saint Remi de chaque année, elle recevra cent livres à Marle, et les cent autres livres restantes à Crécy ; et l'on chargera l'église de Prémontré du soin de lui faire toucher ses revenus.
Et s'il arrive que, pendant mon voyage d'outre-mer, je vienne à décéder, si de même ladite Agnès, ma fille, cesse de vivre avant d'être mariée, tout ce qui lui restera d'argent oomptant sera partagé en deux moitiés, dont une sera donnée à Alix, sa mère, qui est mon épouse, et l'autre sera léguée en aumône aux Hospitaliers, aux Templiers et à l'église de Prémontré, pour être partagés par égale part.
Et enfin s'il nous arrive, à Alix, ma femme ainsi qu'à moi, de mourir, une moitié de ladite somme passera à fils aîné, et l'autre aura la première destination. J'entends que mes possessions, ainsi que les droits d'Alix ma femme, ne furent aucunement grévés, voulant que mes arrangements, même singés de moi, faisant tout le temps je vivrai dépendants de ma volonté; or, pour que cet acte de partage de mes biens soit authentique et irrévocable (à moins cependant que je me sois porté à y changer quelque chose), j'ai voulu qu'il fut écrit, et scellé de mon sceau. Fait l'an de l'incarnation de JC 1190. »

Raoul de Coucy fut tué au siège d'acre en 1191. Son corps est inhumé dans l'abbaye de Foigny en Thiérache.

## Légende
On dit qu'avant de rendre le dernier soupir, Raoul chargea son écuyer de porter, après sa mort, son cœur à la dame qu'il aimait (que les uns nomment la Dame de Fayel, les autres Gabrielle de Vergy. L'écuyer fut surpris par l'époux au moment où il s'acquittait de sa mission. Celui-ci prit le cœur et le fit manger à sa femme, qui, instruite trop tard de son malheur, jura de ne plus prendre de nourriture et se laissa mourir de faim. Cette aventure a fourni à Pierre Laurent de Belloy le sujet de sa tragédie Gabrielle de Vergy.
Georges-Adrien Crapelet a publié l'Histoire de Coucy et de la dame de Fayel, d'après un manuscrit de la Bibliothèque nationale de France, Paris, 1829.
Il existe vingt-quatre chansons de trouvère, œuvres du Chastelain de Couci, datant du XIIe siècle. Il existe aussi un manuscrit du XIIIe siècle, Romans du châtelain de Couci et de la dame de Fayel, qui contient six de ces chansons, et une chronique du XIVe siècle, rapportant tous les deux les tragiques amours de Renaud (Regnaut) de Coucy. Ces documents ont été édités en 1830 par Francisque Michel. La légende veut qu'il s'agisse du même personnage, Raoul de Coucy. Mais le Raoul de Coucy de cette légende n'est probablement ni Raoul Ier (mort en 1191), ni Raoul II de Coucy (mort en 1250), il serait peut-être Raoul, fils d'Enguerrand de Coucy, le frère de Raoul Ier de Coucy et donc un neveu de Raoul Ier.